# 大阪市立中浜小学校
大阪市立中浜小学校（おおさかしりつ なかはま しょうがっこう）は、大阪府大阪市城東区にある公立小学校。
1915年に東成郡中本第一尋常小学校（現在の大阪市立中本小学校）より分離し、当時の東成郡中本村に開校した。その後地域の児童数増加に伴い、東中本・東中浜・森之宮の3小学校を分離している。

## 沿革
- 1915年6月23日 - 東成郡中本第三尋常小学校として創立。
- 1925年4月1日 - 中本村が大阪市に編入されたことに伴い、大阪市中本第三尋常小学校に改称。
- 1937年10月1日 - 大阪市東中本尋常小学校（現在の大阪市立東中本小学校）を分離。
- 1941年4月1日 - 国民学校令により、大阪市中浜国民学校に改称。
- 1944年 - 福井県遠敷郡小浜町・今富村（いずれも現在の小浜市）、遠敷郡瓜生村（のちの上中町、現在の三方上中郡若狭町）に集団疎開。
- 1945年8月14日 - 空襲で校舎被災。
- 1947年4月1日 - 学制改革により、大阪市立中浜小学校に改称。
- 1955年6月7日 - 分校を設置。
- 1958年4月1日 - 分校が大阪市立北中本小学校（現在の大阪市立東中浜小学校）として独立開校。
- 1979年4月1日 - 大阪市立森之宮小学校を分離。
- 1999年11月1日 - パソコン教室完成。
- 2002年11月17日 - 民族学級を開設。

## 通学区域
- 大阪市城東区 中浜1丁目（一部を除く）、中浜2丁目・3丁目。

卒業生は大阪市立城陽中学校に進学する。

## 交通
- 地下鉄中央線 緑橋駅 北へ約600m。